# Juan Negrete
Juan Negrete (1499/1508-1570), fue un conquistador, encomendero y capitán español que luchó en la guerra de Arauco, y que por encargo de Pedro de Valdivia, en 1551, descubrió un vado en el río Biobío, que en su memoria se llamó paso o vado de Negrete que los conquistadores españoles usaron como paso vadeable para cruzar la frontera natural que imponía el río Biobío; y así continuar con la conquista al sur de dicho río; y en sus proximidades, en el Campo o Llanos de Negrete donde se realizaron los Parlamentos de Negrete, se asentó la Villa de Negrete que actualmente corresponde a la comuna de Negrete, una ciudad del sur de Chile. 

## Desarrollo
Hizo la entrada a los Andes con el capitán Mercadillo por mandado de Francisco Pizarro. Vino a Chile con Pedro de Valdivia y fue uno de los primeros pobladores de Santiago, La Serena, La Imperial, Valdivia y los Confines. Hallóse en el descubrimiento de Arauco, acompañó a Pedro de Valdivia en su expedición hasta Los Lagos y Llanos de Valdivia y después de la muerte de Pedro de Valdivia, peleó con Francisco de Villagra en la batalla de la cuesta Marihueñu, también llamada derrota de la cuesta de Villagra ocurrida el 23 de febrero de 1554, y en que los mapuches al mando del toqui Lautaro vencieron a las fuerzas españolas al mando de Francisco de Villagra. Habiendo tenido que retirarse con tal motivo a Santiago. La incertidumbre, el miedo y el pánico, que infundía Lautaro y su gente, se apoderó de los habitantes de Concepción como se aprecia en el siguiente texto:

(...) La llegada de Villagra a Concepción con sus maltrechas huestes, llevó al colmo la desesperación de los habitantes de la ciudad. Nadie pensaba en la resistencia sino en la huida hacia el norte en busca de refugio. La sola idea de que apareciera el terrible caudillo araucano, había turbado los mejores ánimos y el deseo de despoblar la ciudad prendió rápidamente. El pánico se había apoderado de los hombres y cuenta Antonio de Bobadilla que Juan Negrete, temblando de miedo, decía en la puerta de la casa de Valdivia: -«¿Qué hacemos en esta ciudad?, ¡qué nos han de comer vivos los indios!», en cambio Juana Jiménez, la última concubina de Valdivia, pateaba de rabia en el interior de la casa ante la idea del despueble(...)
Historia de Chile: desde la prehistoria hasta 1891, de Francisco Antonio Encina Armanet

Regresó después con el mismo jefe al socorro de la Imperial, hallándose también, con García Hurtado de Mendoza, en la batalla de Millarapue, en la batalla del Biobio o de Lagunillas, en la reconstrucción del fuerte de Tucapel, en la repoblación de Concepción y en la nueva población de Angol. Vivía avecindado en esta última ciudad en 1562. No sabía escribir. Fue uno de los conquistadores y vecino poderoso de Angol, que tuvo treinta caciques con todos sus vasallos de encomienda. Fue regidor de Concepción y de los Confines de Angol. Tuvo una hija llamada Francisca Negrete, quien se casó con el encomendero de Angol y capitán español Nuño Hernández Rasura (quien murió, en 1599, junto a su hijo en una batalla con los indígenas poco después del desastre de Curalaba) y tuvieron 1 hijo y 2 hijas.
Tanto Pedro de Valdivia como García Hurtado de Mendoza y Francisco de Villagra, le otorgaron, le quitaron y le reotorgaron grandes extensiones de terrenos y numerosas encomiendas de indios, en Concepción, en Angol y en las proximidades del río Biobío, como se puede deducir de los siguientes extractos de textos:

(...) Los nombres de los favorecidos con la nueva repartición, según el orden que les dio el mismo Valdivia, son los siguientes: capitán Alonso de Monroy, doña Inés de Suárez, el maestre de campo Francisco de Villagrán, capitán Juan B. Pastene, bachiller clérigo Rodrigo González Marmolejo, clérigo Juan Lobo, capitán Francisco de Aguirre, Pedro Gómez de Don Benito, Rodrigo de Araya, Juan Fernández Alderete, Jerónimo de Alderete, Pedro de Villagrán, Juan Jufré, Gaspar de Villarroel, alguacil mayor Juan Gómez de Almagro, Alonso de Córdoba, Rodrigo de Quiroga, Gonzalo de los Ríos, Pedro de Miranda, Diego García de Cáceres, Juan de Cuevas, Gabriel de la Cruz, Bartolomé Flores, Salvador de Montoya, Gaspar de Vergara, Juan Godínez, Francisco Riberos, Marcos Veas, Francisco Martínez Vegaso, Diego García de Villalón, Alonso de Escobar y Juan Gallego. Valdivia, por su parte, guardó también el repartimiento que él mismo se había dado con unos mil quinientos indios. Entre los desposeídos de sus repartimientos estaban: Catalina Diez, don Francisco Ponce, Antonio Zapata, Francisco Martínez, Juan Negrete, Francisco de Rabdona, Antonio Tarabajano, Juan Galaz, Santiago Dazau, Juan Cabrera, escribano Juan Pinel, Francisco Badillo, Pedro Gamboa, Francisco Carretero, Alonso Moreno, Pedro de Herrera, Diego de Velasco, Luis Ternero y Alonso Galiano. Los documentos relativos a este asunto estaban consignados en el libro llamado de repartimientos que conservaba el secretario de Valdivia y escribano de gobierno Juan de Cardeña. Este libro, desgraciadamente, parece perdido o, por lo menos, no se halla en el archivo del cabildo de Santiago. El gobernador, sin embargo, había enviado copia de sus primeras piezas al rey de España o al Consejo de Indias, y esas copias nos han servido para tratar este punto con datos enteramente desconocidos de todos los historiadores(...)
Historia general de Chile, de Diego Barros Arana

(...) Al retirarse el sol de nuestro hemisferio, se dio fin a la porfiada batalla, como lo dice el mismo Francisco de Villagra en una merced de indios que hizo a Juan Negrete el 22 de Noviembre de 1561(...)
Historia natural, militar, civil y sagrada del Reino de Chile, de José Antonio Pérez García

(...) los tres levos, llamados Marupomenico, Potongo, Lilieco con sus caciques llamados, Canveaguande, Calcodeco, Quilinguano, Quirayde, Guandoneco, Pillanguere, Repanque, que poseyó Juan Negrete, vecino de la ciudad de Concepción, y que tenían sus tierras a las cabeceras del río Biobio; y una encomienda en la ciudad de Concepción. Cuando Francisco de Villagra fue nombrado gobernador, en 1561, le dio cuatro repartimientos en Osorno, por título dado en los Confines el 22 de Noviembre(...)
Conquistadores y encomenderos burgaleses en Indias, 1492-1600, de Angela Pereda López

(...) la encomienda que Pedro de Valdivia le otorgó en Concepción le fue quitada por García Hurtado de Mendoza...en premio a sus servicios Francisco de Villagra le dio encomiendas en ambos márgenes del Bío Bío(...)
Genealogía de familias inmigrantes al sur de Chile

Además de esclavos indígenas, tuvo bajo su poder en la condición de esclavo al negro Domingo, quien fue el primer pregonero público de Chile.